# Махмуд Џибрил
Махмуд Џибрил ел Варфали (арап. محمود جبريل الورفلي; Бани Валид, 28. мај 1952 — Каиро, 5. април 2020) био је либијски политичар. Обављао је функцију председавајућег Извршног одбора Прелазног националног савета за време Либијског рата 2011. године.
У периоду од 5. марта до 22. новембра 2011. године, налазио се на месту министра спољних послова Либије.

## Радови
- el-Warfally, Mahmoud G., Imagery and Ideology in U.S. Policy Toward Libya, 1969–1982, University of Pittsburgh Press (December 1988),  978-0-8229-3580-3